# Anxhelina Hadërgjonaj
Anxhelina Hadërgjonaj, född den 2 december 1992 i Los Angeles i USA, är en albansk sångerska. Hon är dotter till sångerskan Albërie Hadërgjonaj som vann Festivali i Këngës 1998.

## Biografi
Hadërgjonaj föddes år 1993 i USA. Hennes mor, Albërie, är en framgångsrik sångerska som blev första kosovoalban att vinna Festivali i Këngës då hon år 1998 vann med "Mirësia dhe e vërteta". Anxhelina debuterade på allvar år 2010 då hon släppte musikvideon till låten "Kopje pa kuptim". Året därpå ställde hon upp i Top Fests åttonde upplaga med låten "Kjo jetë s'mjaftoi". I finalen tilldelades hon pris för bästa nya artist. Hösten 2011 var hon med i musikvideon till sin moders låt "Music". Även hennes kusiner Argjentina Ramosaj och Beatrix Ramosaj var med i videon.

### Fotnoter
1. ↑  "Kopje pa kuptim" på Youtube
2. ↑  ”Top Fest 8 Cmimet!” (på albanska). Albavipnews. http://albavipnews.blogspot.se/2011/06/top-fest-8-cmimet.html.
3. ↑  Albërie Hadërgjonaj - "Music" på Youtube